# Stubenweiherbach
Stubenweiherbach este o arie protejată (arie specială de conservare — SAC, sit de importanță comunitară — SCI) din Germania întinsă pe o suprafață de 4,29 ha, integral pe uscat.

## Localizare
Centrul sitului Stubenweiherbach este situat la coordonatele 48°24′40″N 10°20′50″E / 48.4111°N 10.3472°E.

## Înființare
Situl Stubenweiherbach a fost declarat sit de importanță comunitară în noiembrie 2004 pentru a proteja 2 specii de animale. Situl a fost protejat și ca arie specială de conservare în aprilie 2016.

## Biodiversitate
Situată în ecoregiunea continentală, aria protejată conține 1 habitat natural: Păduri aluvionare cu Alnus glutinosa și Fraxinus excelsior (Alno-Padion, Alnion incanae, Salicion albae).
La baza desemnării sitului se află mai multe specii protejate de  nevertebrate (2): Austropotamobius torrentium, Unio crassus.